# Hieracium dimorphophyllum
Hieracium dimorphophyllum es una especie de planta con flor del género Hieracium, de la familia Asteraceae, orden Asterales.

## Distribución
Hieracium dimorphophyllum se distribuye por Noruega.

## Taxonomía
Fue descrita científicamente por Dahlst. ex Notø. Fue publicada en Nyt Mag. Naturvidensk.